# Tabua
Nota linguística: A grafia Tábua para o nome desta freguesia, ainda que seja frequente, está errada. A grafia correta é Tabua, sem qualquer acento gráfico, pois é uma palavra grave (lê-se Tabua), tal como ocorre noutras palavras da língua portuguesa como atua e continua (ambas na 3ª pessoa do singular do verbo atuar e continuar, respetivamente) com as quais rima.
Tabua é uma freguesia portuguesa do município da Ribeira Brava,  com 11,05 km² de área e 1158 habitantes (censo de 2021). A sua densidade populacional é 104,8 hab./km².
Localiza-se a uma latitude 32.667 (32°40') Norte e a uma longitude 17.0833 (17°5') Oeste.  A Tabua tem uma estrada que liga Calheta e Funchal. A atividade principal é a agricultura. É banhada pelo Oceano Atlântico a sul e tem montanhas a norte.

## História
A freguesia da Tabua foi criada por volta do ano 1588, sendo situada na margem da ribeira com o mesmo nome, que conta com 7 km de curso de água (que nasce no Pico das Pedras e termina na orla costeira. Existindo um antigo documento relativo a esta paróquia datada de 2 de Julho de 1743 que estabelece a Curato paroquial.
Esta freguesia era tradicionalmente conhecida pelo nome “Atabua”, nome que ainda hoje lhe é atribuído pela comunidade em geral. Em 1838 o seu nome foi alterado para Tabua pelo Padre António Francisco Drumond e Vasconcelos. O nome “Tabua” deve-se a um planta designada tabua que abundava por aquela região, utilizada no fabrico de esteiras e fundos de cadeiras.
Nos anos de 1864 a 1911 pertencia ao concelho de Ponta do Sol. No censo de 1911 figura anexada à freguesia de Ponta do Sol.  Pela Lei nº 154, de 06/05/1914 foi criado este concelho, de que passou a fazer parte como freguesia autónoma.
Situada à beira-mar na costa sudoeste da Ilha da Madeira, é a freguesia mais pequena do concelho da Ribeira Brava. A paróquia teve origem na capela da Santíssima Trindade, substituída pela de Nossa Senhora da Conceição. A antiga capela de Nossa Senhora da Conceição foi destruída por um aluvião, datado nos anos 1696. A igreja paroquial data dos fins do século XVII. É a freguesia mais pequena do concelho, é limitada a norte pelas montanhas e a sul pelo Oceano Atlântico.
Os tabuenses vivem essencialmente da agricultura, pois o solo é muito fértil e propício à vinha, cana e bananeira.
Mais recentemente, Tabua foi das freguesias mais afetadas com o [[desastre de 20 de fevereiro de 2010, havendo dezenas de estragos e ainda houve zonas que ficaram isoladas devido à abertura de uma cratera em uma das estradas.

## Demografia
A população registada nos censos foi:
| Distribuição da População por Grupos Etários | Distribuição da População por Grupos Etários | Distribuição da População por Grupos Etários | Distribuição da População por Grupos Etários | Distribuição da População por Grupos Etários |
| -------------------------------------------- | -------------------------------------------- | -------------------------------------------- | -------------------------------------------- | -------------------------------------------- |
| Ano                                          | 0-14 Anos                                    | 15-24 Anos                                   | 25-64 Anos                                   | > 65 Anos                                    |
| 2001                                         | 203                                          | 164                                          | 505                                          | 233                                          |
| 2011                                         | 230                                          | 127                                          | 559                                          | 240                                          |
| 2021                                         | 156                                          | 135                                          | 604                                          | 263                                          |

## Toponímia
Segundo o Elucidário Madeirense, o nome Tabua deriva de uma planta denominada taboa que abundava naquela região, sendo a mesma utilizada para o fabrico de esteiras e fundos de cadeiras.
Um documento datado de 1497 refere a localidade como Tabuua, já em 1501 outro documento chama-a de Atabua. A designação atual foi estabelecida em 1838 pelo padre António Francisco Drumond e Vasconcelos.

## Património
- Igreja da Santíssima Trindade
- Capela da Mãe de Deus
- Capela de Nossa Senhora das Candeias
- Capela de Nossa Senhora da Corujeira
- Capela de Nossa Senhora da Candelária
- Capela de Nossa Senhora do Lugar da Serra
- Capela de Nossa Senhora da Conceição — construída em 2004. Com o temporal de 20 de fevereiro de 2010, a entrada de acesso para a capela ficou destruída. A entrada foi reconstruída apenas no início de 2015.[10]

## Freguesias próximas
- Ponta do Sol, oeste
- Boaventura, nordoeste
- São Vicente, norte